# Корпоративен жаргон
Корпоративният жаргон (на английски: workplace jargon, corporate speak) е корпоративен жаргон, който се използва в големите корпорации, бюрокрации, понякога и в не толкова големи фирми, и други работни места . Терминът може да се отнася както до използваните и възприетите като стандарт при работния формален и неформален език отделни думи, изрази, фрази и стилове, които са характерни за повечето корпорации и работни места, така и за жаргон, който е по-скоро специфичен за определена корпорация. Корпоративният жаргон трябва да се различава от професионалните говори, макар че може да съдържа някои от елементите им или дори да има застъпване на някои части от двата вида говори. Много често корпоративният жаргон има негативни конотации, заради разбирането му като:
- нешироко използвани фрази, които имат за цел да прикрият същинското значение на казаното
- използване на дълги, сложни и със смътно значение думи, съкращения, акроними и дори евфемизми, някои от които могат да са „новосъздадени“, с цел да се заобиколи директното назоваване, и особено да се даде положително такова на негативни ситуации

Понякога корпоративният жаргон може да съдържа елементи на арго, заради неясни за външния слушател съкращения, шаблонни изрази и други характерни само за конкретното работно място изрази .
Примери: структура на проект (както и испанското: "Estructura de Trabajos")
Корпоративният жаргон е част от бизнес жаргона (и когато става дума за английски език – това е бизнес английски , който от своя страна в най-масовите си употреби като изрази и стил се преподава и като курсове).
Маркетингово говорене е друг, подобен (близък) термин, който се използва за говорене, което промотира продукт или услуга на широка аудитория, като се търси да се създаде впечатление, че предлагащите услугата притежават високо ниво на умение, технологични знания и т.н. Такъв език може да използва при маркетингови съобщения за пресата, рекламни съобщения и предварително подготвени изложения от изпълнителни директори и политици.